# Isoperla maxana
Isoperla maxana is een steenvlieg uit de familie Perlodidae. De wetenschappelijke naam van de soort is voor het eerst geldig gepubliceerd in 1952 door Harden & Mickel.